# Alex Perez
Alex Perez (Hanford, 21 de março de 1992) é um lutador americano de artes marciais mistas, atualmente competindo no peso mosca do Ultimate Fighting Championship.

## Início
Perez é de ascendência mexicana. Ele começou a treinar wrestling na sexta série junto com seus dois irmãos, Silverio e Julian. Perez estudou na West Hills College Lemoore e foi campeão regional de wrestling em seu segundo ano de faculdade.
Após se formar no ensino médio, Perez começou a ajudar seus amigos a se prepararem para suas de lutas de MMA devido a sua experiência no wrestling.

## Carreira no MMA

### Ultimate Fighting Championship
Perez fez sua estreia no UFC em 9 de dezembro de 2017 no UFC Fight Night: Swanson vs. Ortega contra Carlos John de Tomas. Ele venceu por finalização no segundo round.
Em 24 de fevereiro de 2018, Perez enfrentou Eric Shelton no  UFC on Fox: Emmett vs. Stephens. Ele venceu por decisão unânime.
Perez enfrentou Jose Torres em 9 de agosto de 2018 no UFC 227: Dillashaw vs. Garbrandt 2. Ele venceu por nocaute no primeiro round.
Perez enfrentou Joseph Benavidez em 30 de novembro de 2018 no The Ultimate Fighter: Heavy Hitters Finale. Ele perdeu por nocaute no primeiro round.
Perez enfrentou Mark De La Rosa no peso galo em 30 de março de 2019 no UFC on ESPN: Barboza vs. Gaethje. Ele venceu por decisão unânime.
Perez enfrentou Jordan Espinosa em 25 de janeiro de 2020 no UFC Fight Night: Blaydes vs. dos Santos. Ele venceu por finalização no primeiro round.
Perez enfrentou Jussier Formiga em 6 de junho de 2020 no UFC 250: Nunes vs. Spencer. Ele venceu por nocaute técnico no primeiro round.

## Cartel no MMA
| Cartel no MMA   |             |            |
| 31 lutas        | 24 vitórias | 7 derrotas |
| Por nocaute     | 5           | 1          |
| Por finalização | 7           | 5          |
| Por decisão     | 12          | 1          |

| Res.    | Cartel | Oponente            | Método                                 | Evento                                     | Data       | Round | Tempo | Local                      | Notas                                                    |
| ------- | ------ | ------------------- | -------------------------------------- | ------------------------------------------ | ---------- | ----- | ----- | -------------------------- | -------------------------------------------------------- |
| Derrota | 24-7   | Alexandre Pantoja   | Finalização (mata leão)                | UFC 277: Peña vs. Nunes 2                  | 30/07/2022 | 1     | 1:31  | Dallas, Texas              |                                                          |
| Derrota | 24-6   | Deiveson Figueiredo | Finalização (guilhotina)               | UFC 255: Figueiredo vs. Perez              | 21/11/2020 | 1     | 1:57  | Las Vegas, Nevada          | Pelo Cinturão Peso Mosca do UFC.                         |
| Vitória | 24-5   | Jussier Formiga     | Nocaute Técnico (chutes na perna)      | UFC 250: Nunes vs. Spencer                 | 06/06/2020 | 1     | 4:06  | Las Vegas, Nevada          | Performance da Noite.                                    |
| Vitória | 23-5   | Jordan Espinosa     | Finalização (triângulo de mão)         | UFC Fight Night: Blaydes vs. dos Santos    | 25/01/2020 | 1     | 2:33  | Raleigh, Carolina do Norte | Retorno aos Moscas; Performance da Noite.                |
| Vitória | 22-5   | Mark De La Rosa     | Decisão (unânime)                      | UFC on ESPN: Barboza vs. Gaethje           | 30/03/2019 | 3     | 5:00  | Philadelphia, Pennsylvania | Retorno aos Galos.                                       |
| Derrota | 21-5   | Joseph Benavidez    | Nocaute Técnico (socos)                | The Ultimate Fighter: Heavy Hitters Finale | 30/11/2018 | 1     | 4:21  | Las Vegas, Nevada          |                                                          |
| Vitória | 21-4   | Jose Torres         | Nocaute (socos)                        | UFC 227: Dillashaw vs. Garbrandt 2         | 04/08/2018 | 1     | 3:34  | Los Angeles, California    |                                                          |
| Vitória | 20-4   | Eric Shelton        | Decisão (unânime)                      | UFC on Fox: Emmett vs. Stephens            | 24/02/2018 | 3     | 5:00  | Orlando, Florida           | Luta em Peso Casado (126,5 lbs); Perez não bateu o peso. |
| Vitória | 19-4   | Carls John de Tomas | Finalização (estrangulamento anaconda) | UFC Fight Night: Swanson vs. Ortega        | 09/12/2017 | 2     | 1:54  | Fresno, California         | Estreia no UFC; Retorno aos Galos.                       |
| Vitória | 18-4   | Kevin Gray          | Finalização (estrangulamento anaconda) | Dana White's Contender Series 5            | 08/08/2017 | 1     | 2:54  | Las Vegas, Nevada          | Retorno aos Moscas.                                      |
| Vitória | 17-4   | Tyler Bialecki      | Decisão (unânime)                      | CFFC 64                                    | 25/03/2017 | 3     | 5:00  | San Diego, California      |                                                          |
| Vitória | 16-4   | Andrew Natividad    | Finalização (estrangulamento anaconda) | Tachi Palace Fights 30                     | 02/02/2017 | 1     | 2:27  | Lemoore, California        | Retorno aos Galos.                                       |
| Vitória | 15-4   | Ralph Acosta        | Decisão (unânime)                      | KOTC: Warranted Aggression                 | 18/12/2016 | 3     | 5:00  | Ontario, California        | Luta em Peso Casado (130 lbs); Perez não bateu o peso.   |
| Vitória | 14-4   | Ray Elizalde        | Decisão (dividida)                     | RFA 42                                     | 19/08/2016 | 3     | 5:00  | Visalia, California        |                                                          |
| Derrota | 13-4   | Jared Papazian      | Finalização (chave de braço)           | Tachi Palace Fights 27                     | 19/05/2016 | 1     | 3:26  | Lemoore, California        | Luta em Peso Casado (130 lbs).                           |
| Derrota | 13-3   | Adam Antolin        | Finalização (guilhotina)               | Tachi Palace Fights 25                     | 19/11/2015 | 1     | 1:15  | Lemoore, California        | Perdeu o Cinturão Peso Mosca do TPF.                     |
| Vitória | 13-2   | Martin Sandoval     | Decisão (unânime)                      | Tachi Palace Fights 24                     | 06/08/2015 | 3     | 5:00  | Lemoore, California        | Luta em Peso Casado (127,2 lbs); Perez não bateu o peso. |
| Vitória | 12-2   | Anthony Figueroa    | Decisão (unânime)                      | Tachi Palace Fights 22                     | 05/02/2015 | 5     | 5:00  | Lemoore, California        | Retorno aos Moscas; Ganhou o Cinturão Peso Mosca do TPF. |
| Vitória | 11-2   | Del Hawkins         | Nocaute Técnico (socos)                | Tachi Palace Fights 19                     | 19/06/2014 | 1     | 2:23  | Lemoore, California        |                                                          |
| Vitória | 10-2   | Eloy Garza          | Decisão (unânime)                      | Tachi Palace Fights 18                     | 06/02/2014 | 3     | 5:00  | Lemoore, California        |                                                          |
| Vitória | 9-2    | Jeff Carson         | Finalização (guilhotina em pé)         | Tachi Palace Fights 16                     | 22/08/2013 | 1     | 2:23  | Lemoore, California        |                                                          |
| Vitória | 8-2    | Peter Baltimore     | Decisão (unânime)                      | MEZ Sports: Pandemonium 8                  | 23/03/2013 | 3     | 5:00  | Pomona, California         |                                                          |
| Vitória | 7-2    | Carlos DeSoto       | Nocaute Técnico (socos)                | Tachi Palace Fights 15                     | 15/11/2012 | 1     | 1:52  | Lemoore, California        | Retorno aos Galos; Perez não bateu o peso.               |
| Vitória | 6-2    | Javier Galas        | Finalização (mata leão)                | Tachi Palace Fights 14                     | 07/09/2012 | 1     | 2:38  | Lemoore, Califórnia        | Luta em Peso Casado (139 lbs).                           |
| Vitória | 5-2    | Edgar Diaz          | Finalização (kimura)                   | Tachi Palace Fights 12                     | 09/03/2012 | 1     | 2:33  | Lemoore, California        | Luta em Peso Casado (132 lbs); Perez não bateu o peso.   |
| Vitória | 4-2    | Kevin Michel        | Decisão (unânime)                      | CA Fight Syndicate: Rivalry                | 28/01/2012 | 3     | 5:00  | Santa Monica, California   |                                                          |
| Derrota | 3-2    | John MaCalolooy     | Decisão (unânime)                      | WFC: Bruvado Bash                          | 07/01/2012 | 3     | 5:00  | Placerville, California    |                                                          |
| Derrota | 3-1    | Edgar Diaz          | Finalização (guilhotina)               | Tachi Palace Fights 11                     | 02/12/2011 | 1     | 0:43  | Lemoore, California        | Estreia nos Moscas.                                      |
| Vitória | 3-0    | Sam Stevens-Milo    | Decisão (unânime)                      | UPC Unlimited: Up & Comers 6               | 10/09/2011 | 3     | 5:00  | Turlock, California        |                                                          |
| Vitória | 2-0    | Ruben Trujillo      | Decisão (unânime)                      | UPC Unlimited: Up & Comers 4               | 24/06/2011 | 3     | 5:00  | Madera, California         |                                                          |
| Vitória | 1-0    | Jesus Castro        | Nocaute Técnico (socos)                | Tachi Palace Fights 9                      | 06/05/2011 | 1     | 1:56  | Lemoore, California        | Estreia nos Moscas.                                      |